# Harald Czudaj
Harald Czudaj, född den 14 februari 1963 i Wermsdorf, Östtyskland, är en tysk bobåkare.
Han tog OS-guld i herrarnas fyrmanna i samband med de olympiska bobtävlingarna 1994 i Lillehammer.